# Sayuri
Sayuri（日语：さユり，1996年6月7日—2024年9月20日），日本創作歌手，又称缺氧少女Sayuri（或直译作酸欠少女Sayuri，日语：／ Sanketsu Shōjo Sayuri）。所屬唱片公司為Ariola Japan。

## 早年
Sayuri出生於福岡縣福岡市。就讀幼兒園期間，《唱K小魚仙》和《星河滿月》兩部動畫使她啟蒙。小學六年級時，接觸到了關西傑尼斯8等偶像團體而深受其感動，後來對音樂產生了興趣而買了一把木吉他。
在中学二年級時，因為憧憬關西傑尼斯8能自己作詞作曲，自己也首次開始嘗試作曲。Sayuri还表示因为当时渐渐不适应正常学校生活了，于是有了“那就唱歌吧”的想法。
在一开始Sayuri因缺乏自信而没有单独行动。于是在之后Sayuri曾擔任兩人組合「LONGTAL（ロングタル）」的吉他手、樂團「夢雨（むう）」的吉他手兼主唱。Sayuri还以福岡市為據點，並多次在大阪、廣島、名古屋等地區有live活動。在這個時期從高中退學。
在LONGTAL的活動期間，Sayuri在2012年1月7日參加The 5th Music Revolution的JAPAN FINALE並獲獎，成為4123組出場者當中最年少（15岁）的得獎者。得獎曲在2016年6月發行，為Sayuri的第三首個人單曲。
2013年夏，高中二年级的Sayuri從學校退学并来到東京發展。

## 職業生涯

### 2015年
3月1日，Sayuri在东京涉谷的展演空间TSUTAYA O-nest举办了她第一次的個人live演唱會，取名为「天亮的准备」（夜明けの支度）并且门票全部售完。三月是日本高中畢業的季節，Sayuri想透过这场特别的演唱会将让自己的过去随风而去，确定自己未来的道路。这场演唱会也是她本人从“明明继续上学可以变得更好”的后悔想法中“毕业”。
7月30日，開始了定期live「黎明的平行實驗室」（夜明けのパラレル実験室）。
8月26日，Sayuri以個人單曲正式出道。這首歌也被採用為電視動畫《亂步奇譚 拉普拉斯的遊戲》的片尾曲。这次出道的艺术形象、MV由amazarashi乐队的艺术监督YKBX操刀，与YKBX合作的想法也由Sayuri指名提出。怀着目前虽并不成熟，但仍坚定信念向前进、不断完善自身的想法写下了这首单曲，她表示这就如同月牙状的月亮（ミカヅキ）虽不完美但最终也会变成圆月一样。　

### 2016年
2月24日，發行第二首個人單曲。該曲也被採用為電視動畫《只有我不存在的城市》的片尾曲。作詞作曲並非Sayuri本人，而是動畫的音樂擔當梶浦由記。
4月23日，在涉谷WWW舉辦個人LIVE演唱會。該演唱會的門票在開始販售後數秒鐘就賣完，後來又追加東京、大阪、福岡三個城市的場次。
6月24日，發行第三首個人單曲「｣。該曲為她15歲時所創作，並完全保留當時的詞曲發行。
12月7日，由RADWIMPS的野田洋次郎提供樂曲、製作的作為第四首單曲發行。
單曲的第二首歌跟手機遊戲消滅都市合作，玩家能在遊戲裡收聽該曲。Sayuri的角色也在期間限定的活動裡登場。

### 2017年
3月1日，發行第五首個人單曲「平行線」。該曲也做為電視動畫、電視劇《人渣的本願》的片尾曲。繼、「それは小さな光のような」持續作為noitaminA的動畫片尾曲，對Sayuri來說也是首次作為電視劇的片尾曲。
3月26日，參加2017年台湾高雄大港開唱，為初次海外演出。
5月17日，發行了自己的第一張原創專輯，並獲得了Oricon 每日專輯排行榜冠軍。之後也獲得了每周專輯排行榜第三名。與之前的單曲相比有非常大幅度的成長，也是第一次進入了排行榜前三名。
5月19日，時隔一年又三個月，Sayuri再次進行了街頭live， 於新宿Suica企鵝廣場集結了2000多名觀眾。

### 2018年
2月28日，發行第六首個人單曲。該曲也做為電視動畫《Fate/EXTRA》的片尾曲。
10月6日，首次在台灣舉辦個人LIVE「SAYURI TOUR 2018 in TAIWAN」。
10月7日，首次在香港九龍灣國際展貿中心 Music Zone舉辦個人LIVE「SAYURI TOUR 2018 in HONG KONG」。
12月5日，和日本搖滾樂團MY FIRST STORY 合作發行單曲。該曲作為電視動畫《黃金神威》第二期片頭曲。

### 2019年
3月6日，參與了知名作曲家澤野弘之新專輯「R∃/MEMBER」中的Track8 《ME & CREED<nZkv>》，為重新編曲版本。
11月27日，發行第八首個人單曲。該曲同時做為電視動畫《我的英雄學院》的片尾曲。短版MV於10月25日上傳至其YouTube頻道。唯11月27日在其YouTube頻道上公開的完整版本MV，部份畫面引起聯想及討論，似乎跟香港反对逃犯条例修订草案运动（特別是11月發生的香港中文大學衝突和香港理工大學衝突）有關。隔日完整版本MV已經轉設為私人影片。

### 2020–2024年
2020年6月3日，發行首張自彈自唱專輯，7月17日台灣代理盤發行。
8月1日，發表數位單曲「Summer Bug」。
2022年7月2日，電視動畫Lycoris Recoil 莉可麗絲片尾曲「花之塔」（花の塔）單曲數位發行。
8月10日，第二張專輯「酸欠少女」正式發行。
2023年12月23日，受邀前往台灣參加「BANG! ACG」音樂會，音樂會結束後，還在台北信義區松壽路街頭舉行了一街頭表演。
2024年5月23日至26日，造訪中國大陸，先後在北京、廣州、上海舉辦巡迴演出。這也是Sayuri生前的最後一次演唱會。
2024年7月25日，在X（前稱Twitter）上宣佈因功能性發聲障礙，暫時停止歌唱活動。

## 個性
升上高中後的Sayuri開始變得不擅長與他人相處，漸漸覺得自己跟世界失去了聯繫，之後便一直帶著這份痛苦到窒息的心情演唱著，所以取名為「缺氧少女」（酸欠少女）。將彈吉他視為自己與他人交流的方式。其同名曲「酸欠少女」為高中一年級時所創作的曲子。
（Sayuri）是由平假名的和還有片假名的所組成，并与形象设计师YKBX设计了三個不同性格的自己，分別存在於二次元、三次元與平行世界之中，创造出2.5次元平行世界的創作型歌手。

## 個人生活
2024年3月18日，在Twitter上宣佈與音樂組合「Misekai」的成員Ama Arashi結婚。
9月27日，她的丈夫Ama Arashi发布讣告，Sayuri已于9月20日去世，得年28岁。

## 音樂唱片

### 單曲
|      | 發售日         | 名字                                             | 規格                                                      | 規格產品編號                                                                                                | Oricon最高位 |
| ---- | -------------- | ------------------------------------------------ | --------------------------------------------------------- | --- | ------------ |
| 1st  | 2015年8月26日  | （中文可译作“新月”）                             | CD+DVD（初回生產限定盤・期間生產限定動畫盤） CD（通常版） | BVCL-669（初回生產限定盤） BVCL-672/3（期間生產限定動畫盤） BVCL-671（通常版）                              | 20位         |
| 2nd  | 2016年2月24日  | （可译作“就像微弱的光”）                         | CD+DVD（初回生產限定盤A/B・期間生產限定盤） CD（通常版）  | BVCL-696/7（初回生產限定盤A） BVCL-698/9（初回生產限定盤B） BVCL-700（通常版） BVCL-701/2（期間生產限定盤） | 17位         |
| 3rd  | 2016年6月24日  |                                                  | 配信單曲                                                  | - | -            |
| 4th  | 2016年12月7日  | フラレガイガール（中文可译作“被甩掉的男男女女”） | CD+DVD（初回生產限定盤A/B） CD（通常版）                  | BVCL-763/4（初回生產限定盤 A） BVCL-765/6（初回生產限定盤 B） BVCL-767（通常盤）                            | 17位         |
| 5th  | 2017年3月1日   | 平行線                                           | CD＋DVD（初回生產限定盤・期間生產限定盤） CD（通常盤）    | BVCL-780/1（初回生產限定盤） BVCL-783/4（期間生產限定盤） BVCL-782（通常盤）                                | 10位         |
| 6th  | 2018年2月28日  |                                                  | CD＋DVD（初回生產限定盤・期間生產限定盤） CD（通常盤）    | BVCL-857/8（初回生產限定盤） BVCL-860/1（期間生產限定盤） BVCL-859（通常盤）                                | 10位         |
| 合作 | 2018年12月5日  | （中文可譯作“黎明”）                             | CD＋DVD（初回生產限定盤・期間生產限定盤） CD（通常盤）    | BVCL-923/4（初回生産限定盤） BVCL-926/7（期間生産限定盤） BVCL-925（通常盤）                                | 7位          |
| 7th  | 2019年11月27日 |                                                  | CD＋DVD（初回生產限定盤・期間生產限定盤） CD（通常盤）    | BVCL-1020/1（初回生産限定盤） BVCL-1023/4（期間生産限定盤） BVCL-1022（通常盤）                             | 12位         |
| 8th  | 2021年9月8日   |                                                  | CD＋DVD（初回生產限定盤・期間生產限定盤） CD（通常盤）    | BVCL-1162/3（初回生産限定盤） BVCL-1165/6（期間生産限定盤） BVCL-1164（通常盤）                             | 10位         |

### 專輯
|     | 發售日        | 標題     | 規格產品編號                                                                   | 最高位 |
| --- | ------------- | -------- | ------------------------------------------------------------------------------ | ------ |
| 1st | 2017年5月17日 |          | BVCL-791/2（初回生產限定盤A） BVCL-793/4（初回生產限定盤B） BVCL-795（通常盤） | 3位    |
| 2nd | 2020年6月3日  |          | BVCL-1060～1061（初回生產限定盤） BVCL-1062（通常盤）                          | 3位    |
| 3rd | 2022年8月10日 | 酸欠少女 | BVCL-1190（通常盤）                                                            |        |

### 商業搭配
| 歌曲                               | 商業搭配                                    | 年份   |
| ---------------------------------- | ------------------------------------------- | ------ |
|                                    | 電視動畫《亂步奇譚 拉普拉斯的遊戲》的片尾曲 | 2015年 |
| 神奈川電視台「saku saku」8月片尾曲 |                                             | 2015年 |
|                                    | 電視動畫《只有我不存在的城市》的片尾曲      | 2016年 |
|                                    | iOS・Android手機遊戲「消滅都市2」合作       | 2016年 |
|                                    | スペースシャワーTV12月份「POWER PUSH」      | 2016年 |
| 平行線                             | 電視動畫、電視劇《人渣的本願》片尾曲        | 2017年 |
| 十億年                             | MODE學園 廣告曲                             | 2017年 |
|                                    | 電視動畫《Fate/EXTRA Last Encore》片尾曲    | 2018年 |
|                                    | 電視動畫《黃金神威》第二期片頭曲            | 2018年 |
|                                    | 電視動畫《我的英雄學院》第四期片尾曲        | 2019年 |
| 葵橋                               | 電視動畫《昨日之歌》第二期主題曲            | 2020年 |
|                                    | 朝日集團食品「」廣告曲                      | 2020年 |
|                                    | 名古屋電視台音樂節目「」六月份片頭曲        | 2020年 |
|                                    | 電視劇《東京怪奇酒》主題曲                  | 2021年 |
|                                    | 電視動畫《EDENS ZERO》第一期片尾曲          | 2021年 |
|                                    | 電視動畫《Lycoris Recoil 莉可麗絲》片尾曲   | 2022年 |

## 音樂錄影帶
| 監督         | 曲名                  |
| YKBX         | 「」「」              |
| 荒船泰廣     | 「」                  |
| 吉開菜央     | 「」「birthday song」 |
| Tsutomu Mita | 「」                  |
| アフガンRAY  |                       |

## LIVE

### 夜明けのパラレル実験室（黎明的平行實驗室）
| 年     | 公演     | 日程     |
| ------ | -------- | -------- |
| 2015年 |          | 7月30日  |
| 2015年 | 8月26日  |          |
| 2015年 | 9月16日  |          |
| 2015年 | 10月21日 |          |
| 2015年 | 11月17日 |          |
| 2015年 | 11月25日 |          |
| 2015年 | 12月23日 |          |
| 2016年 | [ 46 ]   | 2月24日  |
| 2016年 | 11月3日  |          |
| 2017年 |          | 11月24日 |

### 其他LIVE
| 年     | 公演             | 日期                         | 地點                                |
| ------ | ---------------- | ---------------------------- | ----------------------------------- |
| 2015年 |                  | 3月1日                       | 東京・TSUTAYA O-nest                |
| 2016年 |                  | 4月23日                      | 東京・澀谷WWW                       |
| 2016年 | 6月3日           | 大阪・americamura FANJ twice |                                     |
| 2016年 | 6月24日          | 東京・東京キネマ倶楽部       |                                     |
| 2016年 | 8月26日          | 福岡・DRUM Be-1              |                                     |
| 2017年 |                  | 福岡・DRUM Be-1              | 7月21日                             |
| 2017年 | 7月28日          | 愛知・Electric Lady Land     |                                     |
| 2017年 | 7月30日          | 宮城・仙台MACANA             |                                     |
| 2017年 | 8月11日          | 東京・TSUTAYA O-EAST         |                                     |
| 2017年 | 8月13日          | 札幌・cube garden            |                                     |
| 2017年 | 8月25日          | 大阪・BIG CAT                |                                     |
| 2017年 | 9月22日          | 東京・赤坂BLITZ              |                                     |
| 2018年 |                  | 6月16日                      | 名古屋DIAMOND HALL (クリープハイプ) |
| 2018年 | 6月17日          | 金沢EIGHT HALL(ヒトリエ)     |                                     |
| 2018年 | 6月19日          | 仙台Rensa(夜の本気ダンス)    |                                     |
| 2018年 | 6月24日          | 広島CLUB QUATTRO(PassCode)   |                                     |
| 2018年 | 6月25日          | 福岡BEAT STATION(大森靖子)   |                                     |
| 2018年 | 6月27日          | 川崎CLUB CITTA'(感覚ピエロ)  |                                     |
| 2018年 | 6月30日          | なんばHatch(BRADIO)          |                                     |
| 2018年 | SAYURI TOUR 2018 | 10月5日                      | 台湾・台北CLAPPER STUDIO            |
| 2018年 | SAYURI TOUR 2018 | 10月7日                      | 香港・香港Music Zone                |
| 2018年 |                  | 10月19日                     | 東京・Zepp Tokyo                    |
| 2018年 | 10月26日         | 福岡・DRUM LOGOS             |                                     |
| 2018年 | 11月3日          | 宮城・SENDAI GIGS            |                                     |
| 2018年 | 11月9日          | 愛知・Zepp Nagoya            |                                     |
| 2018年 | 11月11日         | 大阪・Zepp Namba             |                                     |
| 2020年 |                  | 12月27日                     | 東京・豐洲PIT                       |
| 2021年 |                  | 6月12日                      | Zepp Fukuoka                        |
| 2021年 | 6月19日          | SENDAI GIGS                  |                                     |
| 2021年 | 6月27日          | Zepp Nagoya                  |                                     |
| 2021年 | 7月3日           | Zepp Sapporo                 |                                     |
| 2021年 | 7月17日          | KT Zepp Yokohama             |                                     |
| 2021年 | 7月24日          | Zepp Namba                   |                                     |
| 2021年 | 8月29日          | Zepp DiverCity               |                                     |
| 2021年 |                  | 10月16日                     | BLACKBOX3                           |
| 2022年 |                  | 1月13日 - 2月26日            | 9公演                               |
| 2022年 |                  | 4月16日 - 4月27日            | 3公演                               |
| 2022年 |                  | 10⽉28⽇                     | Zepp Nagoya                         |
| 2022年 | 11月3日          | Zepp DiverCity（TOKYO）      |                                     |
| 2022年 | 11月5日          | Zepp Osaka Bayside           |                                     |
| 2022年 | 11月17日         | KT Zepp Yokohama             |                                     |
| 2023年 |                  | 2月11日                      | 大阪・梅田CLUB QUATTRO              |
| 2023年 | 2月24日          | 東京・渋谷CLUB QUATTRO       |                                     |
| 2023年 | 3月3日           | 名古屋・CLUB QUATTRO         |                                     |
| 2023年 | 3月18日          | 福岡・BEAT STATION           |                                     |
| 2023年 | 3月25日          | 宮城・Darwin                 |                                     |
| 2023年 |                  | 8月21日 - 22日               | 東京・SHIBUYA PLEASURE PLEASURE     |
| 2024年 |                  | 5月23日                      | 北京・福浪LIVEHOUSE                 |
| 2024年 | 5月25日          | 廣州・TAI SPACE LIVEHOUSE    |                                     |
| 2024年 | 5月26日          | 上海・Modernsky Lab          |                                     |

## 出演

### 電視節目
- saku saku（tvk、2015年8月25日、2016年2月22日 - 2月26日）
- ももち浜ストア＋（福岡TNC、2015年10月4日）
- めざましテレビ（フジテレビ、2016年2月24日）
- COUNT DOWN TV（TBS、2016年2月27日）
- 超流派（テレビ東京、2016年7月8日）
- ZIP!（日本テレビ、2016年12月22日）

### 廣播
- BEEEEP RADIO！ （大阪FM802、2015年9月4日）
- LNEM－エルネム－（大阪FM802、2015年9月5日）
- cross fm 1DAY JACK（福岡cross fm 、2015年9月24日）
- TOGGY's　AHEAD（福岡KBCラジオ、2015年9月25日）
- TREASURE TIMES（FM FUKUOKA、2015年10月17日）
- ライブのじかん（FM FUKUOKA、2015年10月22日）
- MOVING MONTHLY STYLE（FM FUKUOKA、2015年10月19日）
- ニコラジ火曜日（ニコニコ、2015年10月13日）
- ORDINARY FRIDAY～つまりシケた金曜日～（Online、2015年10月16日）
- FMK BEAT MAX（FM熊本、2016年3月11日）
- キカナイデ！（東海ラジオ、2016年3月17日）
- SCK（ZIP-FM、2016年3月29日）
- うしみつドキドキ！ Vsサカイ（CBCラジオ、2016年4月10日）
- エンタメバラエティＴＨＥ★ヒット情報！（RKBラジオ、2016年3月10日）

### LIVE / 演唱會
- YouTube Music Week StayHome #Withme（Online、2020年5月6日）
- MY FIRST STORY TOUR 2020 Special Collaboration Night!!（ハ゜シフィコ横浜 国立大ホール、2020年11月8日）

## 外部連結
- 酸欠少女さユり公式サイト （页面存档备份，存于）
- YouTube上的酸欠少女 さユり(Sanketsu-girl Sayuri)（页面存档备份，存于）
- 酸欠少女 さユり_staff的X（前Twitter）
- 酸欠少女さユり的X（前Twitter）
- 酸欠少女的Instagram帳戶
- 酸欠少女的Threads